# NGC 7229
NGC 7229 is een balkspiraalstelsel in het sterrenbeeld Zuidervis. Het hemelobject werd op 27 september 1834 ontdekt door de Britse astronoom John Herschel.

## Synoniemen
- ESO 467-24
- MCG -5-52-51
- IRAS 22112-2937
- PGC 68344